# Bernt Persson
Bernt Persson (ur. 24 czerwca 1946 w Eskilstunie, zm. 21 września 2020) – szwedzki żużlowiec.
Pomiędzy 1967 a 1978 r. ośmiokrotnie zakwalifikował się do finałów indywidualnych mistrzostw świata, największy sukces odnosząc w 1972 r. w Londynie, gdzie zdobył srebrny medal. 
Sześciokrotnie uczestniczył w finałach drużynowych mistrzostw świata, zdobywając 4 medale: złoty (Londyn 1970), srebrny (Londyn 1973) oraz dwa brązowe (Norden 1975, Londyn 1976). 
Czterokrotnie startował w finałach mistrzostw świata par, zdobywając srebrny (Manchester 1977) oraz trzy brązowe medale (Rybnik 1971, Borås 1972, Eskilstuna 1976). Sześciokrotnie zdobył medale indywidualnych mistrzostw Szwecji: złoty (Kumla 1977), dwa srebrne (Sztokholm 1970, Vetlanda 1976) oraz trzy brązowe (Borås 1972, Eskilstuna 1978, Kumla 1979).
W lidze brytyjskiej reprezentował kluby z Edynburga (1965, 1967), Coatbridge (1968), Cradley (1969-1973, 1975-1977) oraz Sheffield (1978).